# Lobocrypta
Lobocrypta is een geslacht van ribkwallen uit de klasse van de Tentaculata.

## Soort
- Lobocrypta annamita Dawydoff, 1946